# Корнилович Олександр Йосипович
Корнилович Олександр Йосипович (1800—1834) — штабс-капітан Генерального штабу, декабрист, історик, письменник.

## Біографія
Народився в Тульчині Подольскої губернії. Католик. Батько — контролер Могилевської прикордонної митниці Осип Якович Корнилович (пом. 1814), мати — Розалія Іванівна Корнилович (родичка батька, в 1826 році їй 50 років). Дитячі роки провів у маєтку батьків у селі Борсуківці Ушицького повіту, виховувався в Одеському благородній пансіоні (згодом Рішельєвський ліцей), куди вступив 29.7.1808, закінчив курс у квітні 1815, в серпні 1815 прийнятий до Московського навчального закладу для колонновожатих, зарахований колонновожатим в Свиту по квартирмейстерської частини — 11.1.1815, випущений прапорщиком в Свиту по квартирмейстерської частині — 30.08.1816 року. Ще до закінчення училища, йому було довірено робота, яка визначила його подальшу долю.
Корнилович був прикомандирований до військового історику ад'ютанта начальника Головного штабу Д. П. Бутурліна, що починав у той час збирати матеріали для складанн військової історії Росії XVIII сторіччя. Працьовитий юнак був допущений до Московського та Санкт-Петербурзького архівів Колегії іноземних справ, де їм було переглянуто декілька сот фондів і колекцій, що складаються з давніх актів, дипломатичних документів, рукописних карт. Ретельно знімаючи копії з джерел, він одночасно перекладав їх, порівнювати різні списки, звірявся з латинським перекладом. В травні 1820 року переведений в канцелярію генерал-квартіймейстера у Петербурзі, продовжував роботу в архівах. В 1821 переведений до гв. Генерального штабу. 15 квітня 1824 року отримав призначення працювати з Бутурліним Д. П.
Дійсний член Вільного товариства любителів російської словесності з 19 грудня 1821 року, член цензурного комітету товариства — 30 грудня 1822 року, цензор бібліографії — з 29 грудня 1823 року.
Викладав статистику і географію в школі топографів і в училищі для колонновожатих. Член Товариства гучного сміху, член Товариства любителів словесності, наук і мистецтв, член Московського товариства старожитностей російських.
Член Південного товариства декабристів. Прийнятий у Південне товариство в травні 1825 року. Знав, що мета полягала у запровадженні конституції і що планувалося почати відкриті дії в 1826 році, захопивши государя під час огляду 2 армії і примусивши його підписати ті умови. які будуть запропоновані товариством. Корниловичу було доручено повідомити Північному товариству про стан справ у Південному товаристві. 13 грудня, повернувшись з відпустки у Петербург, він був у Рилєєва і, дізнавшись від нього, що 14 грудня хочуть діяти, висловився проти царевбивства. Брав участь у підготовці повстання. Заарештований в 12 годині ночі 14.12.1825 року на квартирі штабс-капітана Шеніга в Головному штабі і доставлений в Зимовий палац для допиту, а звідти на головну гауптвахту, 15.12 переведений в Петропавлівську фортецю . Засуджений за IV розряду і по конфірмації 10.7.1826 засуджений на каторжні роботи на 12 років, термін скорочений до 8 років — 22.8.1826. Відправлений до Сибіру — 24.1.1827, доставлений в Читинський острог — 9.3.1827.
15 лютого 1828 року повернутий у Петропавловську фортецю для нового допиту в зв'язку з запискою Ф. Булгаріна, в якій проводилася думка про вплив австрійського уряду на плани і діяльність декабристів. Булгарін висловлював припущення, що через Корниловича іноземні дипломати могли дізнатися про зміст секретних державних документів. Слідство встановило необґрунтованість звинувачень. Але Микола I наказав залишити Корниловича в Петропавлівській фортеці, використавши його освіченість і талант історика. Йому було дано право писати вільно про недоліки, що є на його думку в державному устрої, і про заходи їх усунення. У фортеці він просидів до 1832 року і за цей час подав ряд проектів.
5.2.1829 року Корнилович звернувся до О. X. Бенкендорфу з проханням про призначення його рядовим в діючу армію на Кавказ, клопотання це було спрямовано до графа А. І. Чернишова, який 19.5.1829 року повідомив, що на це найвищої згоди не надано. Тільки 8.11.1832 року одночасно із загальним скороченням терміну ув'язнення всїм декабристам, що знаходилися у каторжних роботах, Корнилович був призначений рядовим у війська в Грузії, зарахований до Ширванського піхотного полку.
Помер від жовчної гарячки (М. В. Нечкіна посилається на листи Розена А. Є.).
Інші джерела стверджують (спогади декабриста Толстого В. С.), що у 1834 році Корнилович потонув під час походу в одній з річок Дагестану.

## Історик
Друкував історичні матеріали в журналі «Північний архів», співробітник «Сина вітчизни», «Полярної зірки» Рилєєва і Бестужева. Видавав у 1824 році (спільно з В. Д. Сухоруковим) альманах «Русская старина». На 1825 рік вийшла лише одна книжка, яка складалася з п'яти статей Корниловича, об'єднаних загальною назвою «Порядки росіян при Петрові Великому», і чотирьох статей історика і етнографа В. Д. Сухорукова, що мали назву «Гуртожитокдонських козаків у XVII і XVIII ст.».
Корниловичу належать праці з історії Росії XVII і XVIII століть. Особливо цікавила його епоха Петра I. У творах Корниловича дуже високо оцінювалася діяльність Петра I як освіченого монарха-реформатора, робилося характерне для декабристів приховане протиставлення Петра I Олександру I. Пушкін Олександр Сергійович, працюючи над " Арап Петра Великого ", звертався до статей Корниловича, зокрема до статті " Про перші бали у Росії ". Пушкін звертався до робіт Корниловича і при написанні « Капітанської дочки». Мова йде про історичне оповідання О. Й. Корниловича — «За богом молитва, за царем служба не пропадають», опублікованому в «Полярній зіркі» у 1825 році з підзаголовком «Історичний анекдот».

## Нагороди
- Орден святої Анни 3 ступеня — квітень 1824 року.